# Lewis Padgett
Lewis Padgett az amerikai tudományos-fantasztikus szerzőházaspár, Henry Kuttner és C. L. Moore közös írói álneve, amelyet anyjuk leánykori nevéből állítottak össze. Ezen álnéven kívül használták a Lawrence O'Donnell és a C. H. Liddell álneveket is, valamint több munkájukat saját nevük alatt is megjelentették. Lewis Padgett név alatt több humoros fantasztikus novellát jelentettek meg az 1940-es és az 1950-es években. Ezek közül a legismertebbek:
- A Gallegher című novellasorozat, első összkiadása Robots Have No Tails (Gnome, 1952):
  - The Proud Robot
  - Gallegher Plus
  - The World Is Mine
  - Ex Machina
  - Time Locker
- Mimsy Were the Borogoves
- The Twonky
- What You Need

## Feldolgozások
A The Twonky című novellából rádiójáték, illetve mozifilm készült. A Tales of Tomorrow és a The Twilight Zone egy-egy epizódja a What You Need című novellából készült. A The Last Mimzy című mozifilm részben a Mimsy Were the Borgroves című novellán alapszik.

## Bibliográfia

### Saját néven publikált művek (1937–1956)
- Quest of the Starstone, 1937
- Earth's Last Citadel, 1943
- The Mask of Circe, 1948
- Home is the Hunter, 1953
- Or Else, 1953
- A Wild Surmise, 1953
- Home There's No Returning, 1955
- Two-Handed Engine, 1955
- No Boundaries, 1955 (gyűjteményes kötet)
- Rite of Passage, 1956

### Lewis Padgett álnéven (1941–1953)
- A Gnome There Was, 1941
- Piggy Bank, 1942
- Deadlock, 1942
- The Twonky, 1942
- Compliments of the Author, 1942
- Time Locker, 1943
- The Proud Robot, 1943
- Mimsy Were the Borogoves, 1943
- Shock, 1943
- Open Secret, 1943
- The World Is Mine, 1943
- Endowment Policy, 1943
- Gallegher Plus, 1943
- The Iron Standard, 1943
- When the Bough Breaks, 1944
- The Piper's Son, 1945
- Three Blind Mice, 1945
- Camouflage, 1945
- What You Need, 1945
- Line to Tomorrow, 1945
- Beggars in Velvet, 1945
- We Kill People, 1946
- Rain Check, 1946
- The Cure, 1946
- Time Enough, 1946
- The Fairy Chessmen, 1946 (2 részben)
- Chessboard Planet, 1946 (regény)
- Murder in Brass, 1946
- The Portal in the Picture, 1946 (regény), később e címen jelent meg: Beyond Earth's Gates 1949
- Project, 1947
- Jesting Pilot, 1947
- Margin for Error, 1947
- Tomorrow and Tomorrow, 1947 (2 részben)
- Exit the Professor, 1947
- The Day He Died, 1947 (regény)
- Ex Machina, 1948
- Private Eye, 1949
- The Prisoner in the Skull, 1949
- See You Later, 1949
- Beyond Earth's Gates, 1949 (regény), eredetileg e címen jelent meg: The Portal in the Picture 1946
- Tomorrow and Tomorrow, 1951 (novel)
- Tomorrow and Tomorrow & The Fairy Chessmen, 1951 (gyűjtemény)
- The Far Reality, 1951
- Robots Have No Tails, 1952 (gyűjtemény)
- Mutant, 1953
- Humpty Dumpty, 1953
- Epilogue, 1953 (esszé)
- Line to Tomorrow and Other Stories of Fantasy and Science Fiction (gyűjtemény)

### Lawrence O'Donnell álnéven (1943–1950)
- Clash By Night, 1943
- The Children's Hour, 1944
- The Code, 1945
- The Lion and the Unicorn, 1945
- This is the House, 1946
- Vintage Season, 1946
- Fury, 1947
- Promised Land, 1950
- Heir Apparent, 1950
- Paradise Street, 1950

### C. H. Liddell álnéven (1950–1953)
- The Sky is Falling, 1950
- Carry Me Home, 1950
- P.S.'s Feature Flash, 1950 (esszé)
- The Odyssey of Yiggar Throlg, 1951
- Android, 1951
- We Shall Come Back, 1951
- Golden Apple, 1951
- The Visitors, 1953

## Magyarul olvasható műveik
- Vasfedezet (novella, Galaktika 33., 1979)
- A kevély robot (novella, Galaktika 98., 1988)
- A Tvonki (novella, Metagalaktika 9., 1986)
- Isten áldja, professzor úr! (novella, Metagalaktika 9., 1986)
- Hang a jövőből (novella, Riadó a Naprendszerben c. antológia, Európa Kiadó, 1965)

## Fordítás
- Ez a szócikk részben vagy egészben  a   Lewis Padgett című angol Wikipédia-szócikk ezen változatának fordításán alapul.  Az eredeti cikk szerkesztőit annak laptörténete sorolja fel. Ez a jelzés csupán a megfogalmazás eredetét és a szerzői jogokat jelzi, nem szolgál a cikkben szereplő információk forrásmegjelöléseként.